# Szentliszló
Szentliszló là một thị trấn thuộc hạt Zala, Hungary. Thị trấn này có diện tích 6,89 km², dân số năm 2010 là 313 người, mật độ 45 người/km².